# Tischtennisweltmeisterschaft 1967
Die 29. Tischtennisweltmeisterschaft fand vom 11. bis zum 21. April 1967 in Stockholm (Schweden) statt. Gespielt wurde im Stadtteil Johanneshov im Eisstadion.

## Die Sieger
Wegen der Abwesenheit der Sportler aus China (wegen der Kulturrevolution), die bei der vorherigen Weltmeisterschaft mit Ausnahme des Dameneinzels und des Mixedwettbewerbes alle Titel holten, dominierten die japanischen Spieler und Spielerinnen diese Weltmeisterschaft. Nur das schwedische Doppel Hans Alsér/Kjell Johansson konnte einen Titel in Europa behalten.
Der Titel im Herreneinzel geht an Nobuhiko Hasegawa, den einzigen Spieler des japanischen Teams, der den Schläger im europäischen Shakehand-Stil hält. Eberhard Schöler erreicht einen hervorragenden 3. Platz.
Kjell Johansson (Schweden) erhält den Richard Bergmann Swaythling Club International-Preis für FairPlay.
Der rumänische „Topspin-Künstler“ Dorin Giurgiucă, der bei den internationalen Deutschen Meisterschaften 1964/65 die Zuschauer mit seinem Spiel faszinierte, gewinnt zusammen mit Maria Alexandru-Golopenta die Bronzemedaille im Mixed – die einzige WM-Medaille, die er je erringen sollte.

## Spielmodus

### Mannschaftswettbewerb
Beim Mannschaftswettbewerb mussten sich die Teams in Vorrundenspielen für die Zwischenrunde qualifizieren. Es gab 8 Vorrundengruppen mit je 5 oder 6 Mannschaften bei den Herren bzw. 3 oder 4 Mannschaften bei den Damen. Vorab wurden die Mannschaften den einzelnen Gruppen zugelost. In den Vorrundengruppen spielte „jeder gegen jeden“, der Gruppenerste qualifizierte sich für die Zwischenrunde.
In der Zwischenrunde wurden die 8 qualifizierten Mannschaften in 2 Gruppen mit je 4 Mannschaften aufgeteilt. In beiden Gruppen spielte wieder „jeder gegen jeden“.
Danach spielten
- die beiden Ersten im Endspiel um die Weltmeisterschaft
- die beiden Zweiten um Platz 3 und 4
- die beiden Dritten um Platz 5 und 6
- die beiden Vierten um Platz 7 und 8

## Abschneiden der Westdeutschen

### Mannschaftswettbewerb Herren
Die deutsche Mannschaft erreichte einen nicht erwarteten vierten Platz. Mannschaftskapitän war Rudi Gruber.
Nach Siegen über Irland (5:0), Schweiz (5:1), Portugal (5:1), Israel (5:3) und Rumänien (5:3) belegte Deutschland Platz 1 und war somit für die Zwischenrunde qualifiziert. Hier gewann die Mannschaft gegen die UdSSR (5:3) und verlor gegen Jugoslawien (4:5) und Japan (1:5). Dies reichte für Platz 2.
Gegner in der Endrunde im Spiel um Platz 3 oder 4 war Schweden. Wegen einer Beinverletzung pausierte Eberhard Schöler. Nach Siegen von Arndt und Ness führte Deutschland 2:0, danach konnte aber kein Einzel mehr gewonnen werden. Nach der 2:5-Niederlage wurde die deutsche Mannschaft Vierter.
Bemerkenswert: Im Spiel gegen Rumänien kam es zwischen Eberhard Schöler und Gheorghe Cobirzan im ersten Satz beim Stand von 1:0 zum Zeitspiel, das Schöler sicher gewann.

### Mannschaftswettbewerb Damen
Die deutschen Damen qualifizierten sich nach Vorrundensiegen über Kanada (3:0) und Polen (3:1) für die Zwischenrunde. Hier verloren sie alle Spiele, nämlich gegen Ungarn (2:3), Rumänien (1:3) und UdSSR (1:3). Damit kämpften sie als Zwischenrunden-Vierte um Platz 7 und 8.
Gegner war die DDR. Hier setzte sich die BRD-Vertretung knapp mit 3:2 durch und erreichte so in der Endabrechnung Platz 7 vor der DDR auf Platz 8.
Mannschaftskapitän der Damen war Hanne Schlaf.

### Herreneinzel
Am besten schnitt Eberhard Schöler ab, der Platz 3 erreichte. Nach leichten Siegen über Chaim Edelstein (Israel) und Norbert Van de Walle (Belgien) traf er auf Radu Negulescu (Rumänien). Hier setzte im ersten Satz beim Stande von 2:3 das Zeitspiel ein, welches Schöler sicher gewann. Der nächste Gegner war der Nordkoreaner Kim Chang-ho, den viele Experten als den Weltmeisterschaftsfavoriten ansahen. Die ersten beiden Sätze verlor Schöler knapp, danach holte er aber nach großem Abwehrkampf die nächsten drei Sätze und gewann dieses Match (19:21, 18:21, 21:19, 21:15, 23:21). Bis zum nächsten Kampf blieben Schöler nur wenige Minuten Pause. Daher hatte er gegen den späteren Weltmeister Nobuhiko Hasegawa (Japan) keine ernsthafte Chance und verlor klar.
Erich Arndt siegte gegen Bryan Foster (Neuseeland) und Francois Blasen (Luxemburg). Gegen den japanischen Defensiv-Spezialisten Kenji Kasai fehlte ihm zum Schluss die Durchschlagskraft – er verlor im fünften Satz knapp und schied aus.
Martin Ness schied bereits in der ersten Runde gegen Loka Purnomo (Indonesien) aus, ebenso Wilfried Lieck gegen Jorgen Rosberg (Schweden).
Bernt Jansen schied nach einem Sieg gegen Claus Pedersen (Dänemark) gegen den Japaner Kōji Kimura aus.

### Herrendoppel
Die deutschen Doppel enttäuschten. Erich Arndt hatte als Partner den Jugoslawen Zlatko Čordaš. Dieses Doppel Arndt/Cordas warf Schöler/Ness sofort in der ersten Runde raus, verlor danach aber gegen die Engländer Barnes/Denis Neale. Lieck/Jansen scheiterten auch in der ersten Runde gegen Köllner/Schlüter (Österreich).

### Dameneinzel
Agnes Simon siegte gegen Galina Eremenko (UdSSR) und Maureen Heppel (England), verlor danach aber gegen (die spätere Deutsche!) Marta Luzova (CSSR).
Diane Schöler war für die Mannschaft noch nicht spielberechtigt, da sie früher die englische Staatsbürgerschaft hatte. Sie besiegte Britta Christensen (Dänemark) und Sárolta Lukacs (Ungarn) und schied dann aus gegen die Japanerin Naoko Fukazu, die bei der vorherigen WM 1965 Weltmeisterin wurde und bei dieser WM die Vizeweltmeisterschaft erringen sollte.
Edit Buchholz verlor sofort gegen Radmila Stojsic (Jugoslawien), ebenso wie Jutta Krüger gegen Signe Paisjärv (UdSSR).
Inge Harst kam über Miroslawa Lisowska (Polen) eine Runde weiter, schied hier aber gegen Marita Neidert (Schweden) aus.

### Damendoppel
Simon/Buchholz erreichten nach Siegen gegen Rita Pogosova/Evdokija Golubkova (UdSSR) und Lukacs/Kisházi (Ungarn) das Viertelfinale, wo sie den späteren Weltmeisterinnen Morisawa/Saeko Hirota (Japan) unterlagen. Harst/Schöler setzten sich gegen Lena Andersson/Anna-Karin Widen (Schweden) durch, danach war gegen Koczian/Jurik (Ungarn) Endstation. Das internationale Doppel Krüger/Resler (FRG/YUG) scheiterte in der ersten Runde an Alexandru/Eleonora Vlaicov (Rumänien).

### Mixed
Im Mixed kam das Ehepaar Schöler nach Gewinnen über Ian Harrison/Wiliams (England), Lemke/Richter (DDR) und Bjorne Mellström/Laima Balaishite (Schweden/UdSSR) bis ins Viertelfinale, konnten sich dann aber gegen Dorin Giurgiucă/Alexandru (Rumänien) nicht durchsetzen. Arndt/Buchholz erreichten über Hans Kroon/Andersson (Schweden) und Beleznay/Kisházi (Ungarn) das Achtelfinale, wo sie gegen Hasegawa/Noriko Yamanaka (Japan) ausschieden. Lieck/Harst erreichten über Mikael Svensson/Eva Erfurth (Schweden) die nächste Runde, wo sie gegen die Ungarn Rózsás/Lukacs verloren.

## Abschneiden der DDR

### Mannschaftswettbewerb Herren
Die DDR-Mannschaft belegte in der Vorrundengruppe nur Platz 2 und verpasste somit die Zwischenrunde. Drei Siegen gegen Indonesien, Neuseeland und Spanien stand eine Niederlage gegen Jugoslawien gegenüber.

### Mannschaftswettbewerb Damen
Die Damen setzten sich gegen Jugoslawien, Finnland und Palästina durch und kamen in die Zwischenrunde. Hier verloren sie gegen Japan (3:0), CSSR (3:0) und England (3:1). Im Spiel um Platz 7 und 8 unterlagen sie der westdeutschen Mannschaft knapp mit 2:3 und belegten damit am Ende Platz 8.

### Herreneinzel
Siegfried Lemke kam 3 Runden weiter durch Erfolge über Thomas Caffrey (Irland), Christer Johansson (Schweden) und Erwin Klein (USA), dann verlor er gegen Pak Sin-il (Nordkorea).
Wolfgang Stein schlug den Ungarn István Jónyer und den Österreicher Conrad Köllner, nicht aber Kim Chang-ho (Nordkorea).
Wolfgang Vater schied nach seinem Sieg über Danny Dhondt (Frankreich) gegen Hans Alsér (Schweden) aus.
In der ersten Runde scheiterte Bernd Pornack gegen Farokh Khodaiji (Indien).

### Herrendoppel
Lemke/Vater gelangten durch Siege gegen Andersson/Johansson (Schweden), Ian Harrison/Stuart Gibbs (England), James Langan/Thomas Caffrey (Irland) in das Viertelfinale, wo die Japaner Hasegawa/Kōno zu stark waren.

### Dameneinzel
Doris Hovestädt kam gegen Ilona Voštová (CSSR) eine Runde weiter, gegen Éva Kóczián (Ungarn) war Endstation.
Ebenso erging es Elke Richter: Sieg gegen Laima Balaishite (UdSSR) und Niederlage gegen Fukazu (Japan).
Bis ins Viertelfinale brachte es Gabriele Geißler durch Gewinne gegen Else Marie Hansen (Dänemark), Radmila Stojsic (Jugoslawien) und Eleonora Vlaicov (Rumänien), wo die Japanerin Sachiko Morisawa zu stark war.

### Damendoppel
Geißler/Hovestädt überstanden die erste Runde gegen Neti Traill/Catherine Johnson (Neuseeland), verloren dann gegen Rudnowa/Grinberg (UdSSR)

### Mixed
Vater/Hovestädt kamen gegen Ivakitsch/Nesukaitis in die nächste Runde, wo sich die Japaner Kimura/Fukazu als stärker erwiesen. Ebenso kamen Lemke/Richter gegen Johansson/Rundström (Schweden) weiter, verloren danach jedoch gegen Schöler/Schöler (BRD). Stein/Geißler schieden direkt gegen Kōno/Morisawa (Japan) aus.

## Politik
- Wegen der Kulturrevolution in China nahmen keine Sportler der Volksrepublik China an den Titelkämpfen teil.
- Ursprünglich war die Austragung der WM nach Melbourne (Australien) vergeben worden. Allerdings hatte es die australische Regierung bereits im Vorfeld abgelehnt, die Einreiseerlaubnis für alle Nationen zu garantieren. Insbesondere wegen des Vietnamkrieges wollte die australische Regierung Sportlern aus Nordvietnam eventuell die Einreise verweigern. Daraufhin beschloss der ITTF 1966, die WM nicht in Melbourne auszurichten.[1]
- Die Regierung von Südafrika zog den Pass des Präsidenten des Südafrikanischen Tischtennisverbandes C.M.Bassa ein und verhinderte somit dessen Teilnahme am ITTF-Kongress in Stockholm.[2]
- Auf dem Kongress nahm die ITTF die Länder Ceylon, Dahomey, Malaysia, Puerto Rico und Syrien als neue Mitglieder auf. Das zuvor außerordentliche Mitglied („in good standing“) Südafrika wurde volles Mitglied.[3]

## Wissenswertes
- Es nahmen 54 Landesverbände an dieser WM teil.[4]
- Etwa 10.000 Zuschauer sahen die Spiele.[5]
- Der Swaythling Club International (SCI) wurde gegründet.
- Der Schwede Kjell Johansson erhält vom SCI den Richard Bergmann Fair Play Preis.
- Am 11. April 1967 wurden zwei Postwertzeichen von Schweden herausgegeben (Michel-Katalog Nr. 578-579). In Stockholm und Johanneshov wurde ein Sonderstempel verwendet. Von Nordkorea wurden drei Postwertzeichen (Michel-Katalog Nr. 773-775) am 11. April 1967 zur Ausgabe gebracht.

## Ergebnisse
| Wettbewerb        | Rang | Sieger                                                                                       |
| ----------------- | ---- | -------------------------------------------------------------------------------------------- |
| Mannschaft Herren | 1.   | Japan (Mitsuru Kōno, Satoru Kawahara, Kōji Kimura, Nobuhiko Hasegawa, Hajime Kagimoto)       |
| Mannschaft Herren | 2.   | Nordkorea (Jung Ryang-woong, Pak Sin-il, Kang Neung-hwa, Kim Chang-ho, Kim Jung-sam)         |
| Mannschaft Herren | 3.   | Schweden (Carl-Johan Bernhardt, Bo Persson, Hans Alsér, Christer Johansson, Kjell Johansson) |
| Mannschaft Herren | 4.   | BRD (Erich Arndt, Bernt Jansen, Wilfried Lieck, Martin Ness, Eberhard Schöler)               |
| Mannschaft Herren | 11.  | DDR (Siegfried Lemke, Bernd Pornack, Wolfgang Stein, Wolfgang Vater)                         |
| Mannschaft Herren | 21.  | Österreich (Josef Eberl, Viktor Hirsch, Conrad Köllner, Heinz Schlüter)                      |
| Mannschaft Herren | 33.  | Schweiz (Lajos Antal, Bernard Chatton, Marcel Grimm, Markus Schmid, Bernard Zaugg)           |
| Mannschaft Damen  | 1.   | Japan (Noriko Yamanaka, Naoko Fukazu, Saeko Hirota, Sachiko Morisawa)                        |
| Mannschaft Damen  | 2.   | UdSSR (Laima Amelina-Balaishite, Signe Paisjärv, Soja Rudnowa, Swetlana Grinberg)            |
| Mannschaft Damen  | 3.   | Ungarn (Éva Kóczián, Erzsébet Jurik, Sárolta Lukacs, Beatrix Kisházi)                        |
| Mannschaft Damen  | 7.   | BRD (Edit Buchholz, Inge Harst, Jutta Krüger, Agnes Simon)                                   |
| Mannschaft Damen  | 8.   | DDR (Gabriele Geißler, Doris Hovestädt, Elke Richter)                                        |
| Mannschaft Damen  | 23.  | Schweiz (Monique Jaquet, Vreni Lehmann, Michele Stirn)                                       |
| Herren Einzel     | 1.   | Nobuhiko Hasegawa – JPN                                                                      |
| Herren Einzel     | 2.   | Mitsuru Kōno – JPN                                                                           |
| Herren Einzel     | 3.   | Kōji Kimura – JPN                                                                            |
| Herren Einzel     | 3.   | Eberhard Schöler – FRG                                                                       |
| Damen Einzel      | 1.   | Sachiko Morisawa – JPN                                                                       |
| Damen Einzel      | 2.   | Naoko Fukazu – JPN                                                                           |
| Damen Einzel      | 3.   | Noriko Yamanaka – JPN                                                                        |
| Damen Einzel      | 3.   | Soja Rudnowa – URS                                                                           |
| Herren Doppel     | 1.   | Hans Alsér/Kjell Johansson – SWE                                                             |
| Herren Doppel     | 2.   | Anatoli Amelin/Stanislaw Gomoskow – URS                                                      |
| Herren Doppel     | 3.   | Mitsuru Kōno/Nobuhiko Hasegawa – JPN                                                         |
| Herren Doppel     | 3.   | Vladimír Miko/Jaroslav Staněk – TCH                                                          |
| Damen Doppel      | 1.   | Saeko Hirota/Sachiko Morisawa – JPN                                                          |
| Damen Doppel      | 2.   | Naoko Fukazu/Noriko Yamanaka – JPN                                                           |
| Damen Doppel      | 3.   | Swetlana Grinberg/Soja Rudnowa – URS                                                         |
| Damen Doppel      | 3.   | Éva Kóczián/Erzsébet Jurik – HUN                                                             |
| Mixed             | 1.   | Nobuhiko Hasegawa/Noriko Yamanaka – JPN                                                      |
| Mixed             | 2.   | Kōji Kimura/Naoko Fukazu – JPN                                                               |
| Mixed             | 3.   | Anatoli Amelin/Soja Rudnowa – URS                                                            |
| Mixed             | 3.   | Dorin Giurgiucă/Maria Alexandru-Golopenta – ROM                                              |

## Medaillenspiegel
| Rang  | Land             | Gold | Silber | Bronze | Gesamt |
| ----- | ---------------- | ---- | ------ | ------ | ------ |
| 1     | Japan            | 6    | 4      | 3      | 13     |
| 2     | Schweden         | 1    | 0      | 1      | 2      |
| 3     | Sowjetunion      | 0    | 2      | 3      | 5      |
| 4     | Nordkorea        | 0    | 1      | 0      | 1      |
| 5     | Ungarn           | 0    | 0      | 2      | 2      |
| 6     | BR Deutschland   | 0    | 0      | 1      | 1      |
| 6     | Rumänien         | 0    | 0      | 1      | 1      |
| 6     | Tschechoslowakei | 0    | 0      | 1      | 1      |
| Total | Total            | 7    | 7      | 12     | 26     |